# Roda de Berà
Pour les articles homonymes, voir Bera (homonymie).
Roda de Berà est une commune de la province de Tarragone, en Catalogne, en Espagne, de la comarque de Tarragonès.

## Lieux et monuments
- Arc de Berà

## Personnalités liées à la commune
- Carme Claramunt (1897-1939), femme politique catalane fusillée par les nationalistes à l'âge de 41 ans[2].